# Rio Betsiboka
O rio Betsiboka é um rio de Madagascar, cuja foz é na baía de Bombetoka, perto da cidade de Mahajanga, na região de Boeny.

## Galeria de Fotos

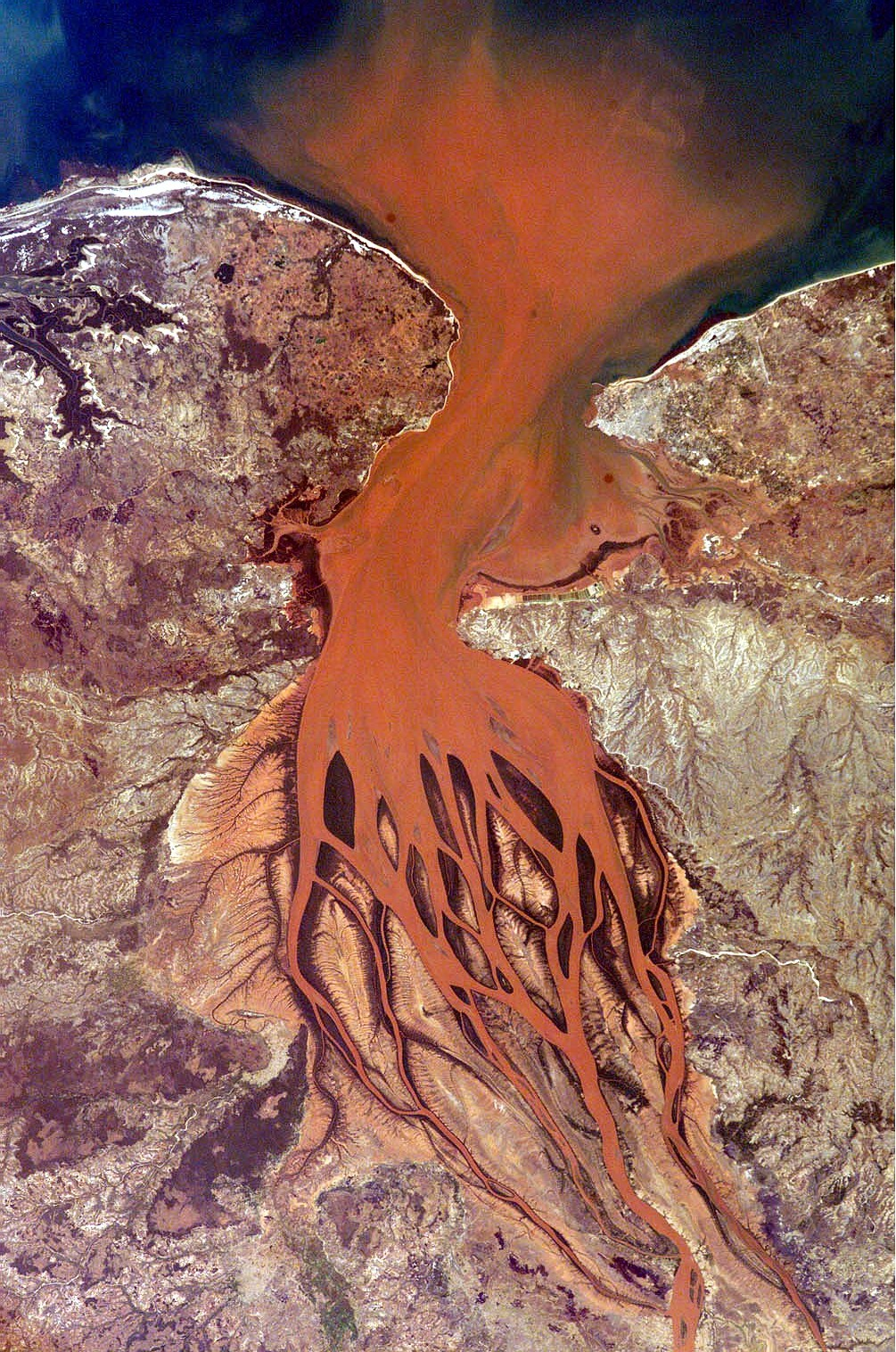
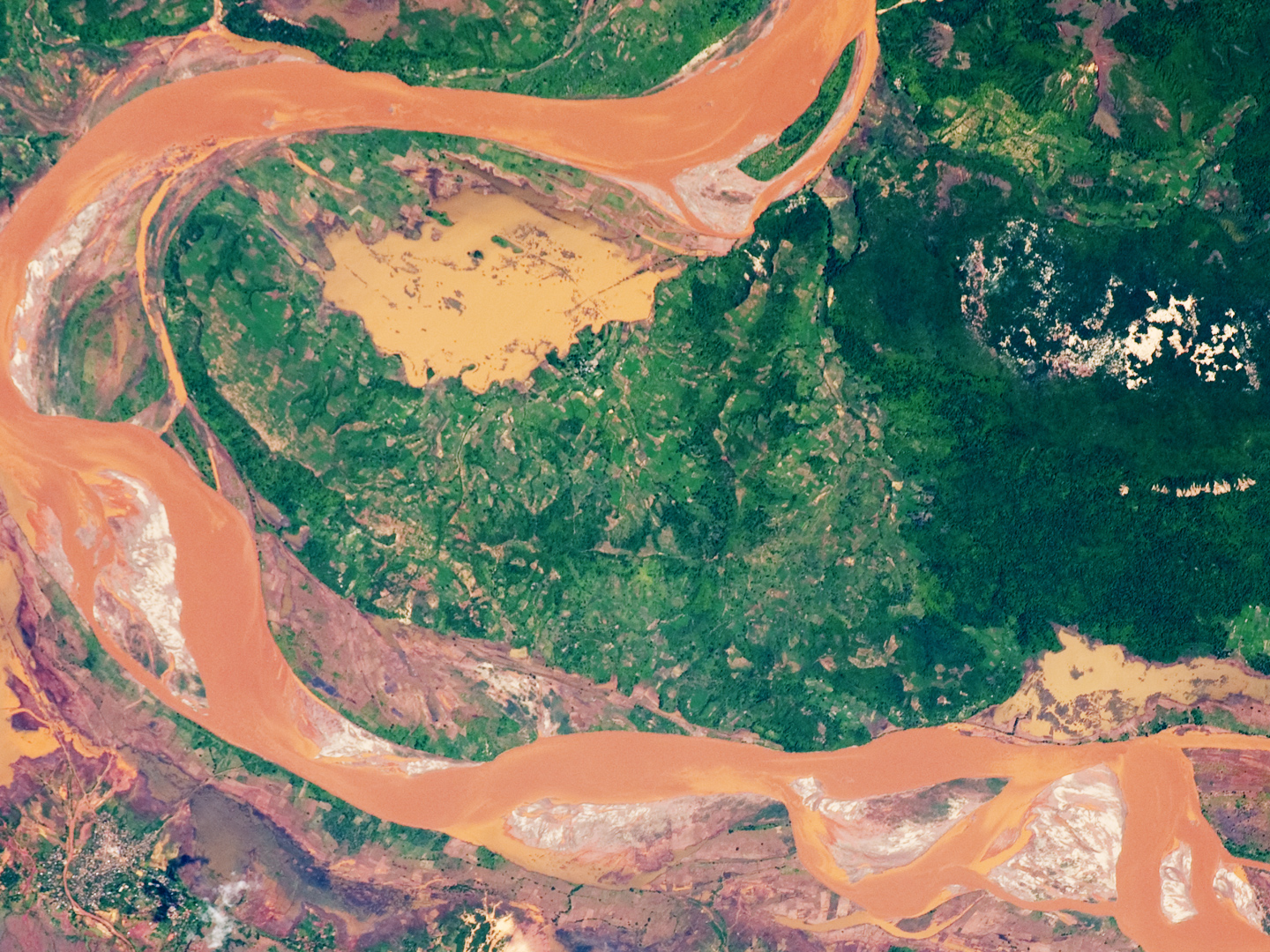
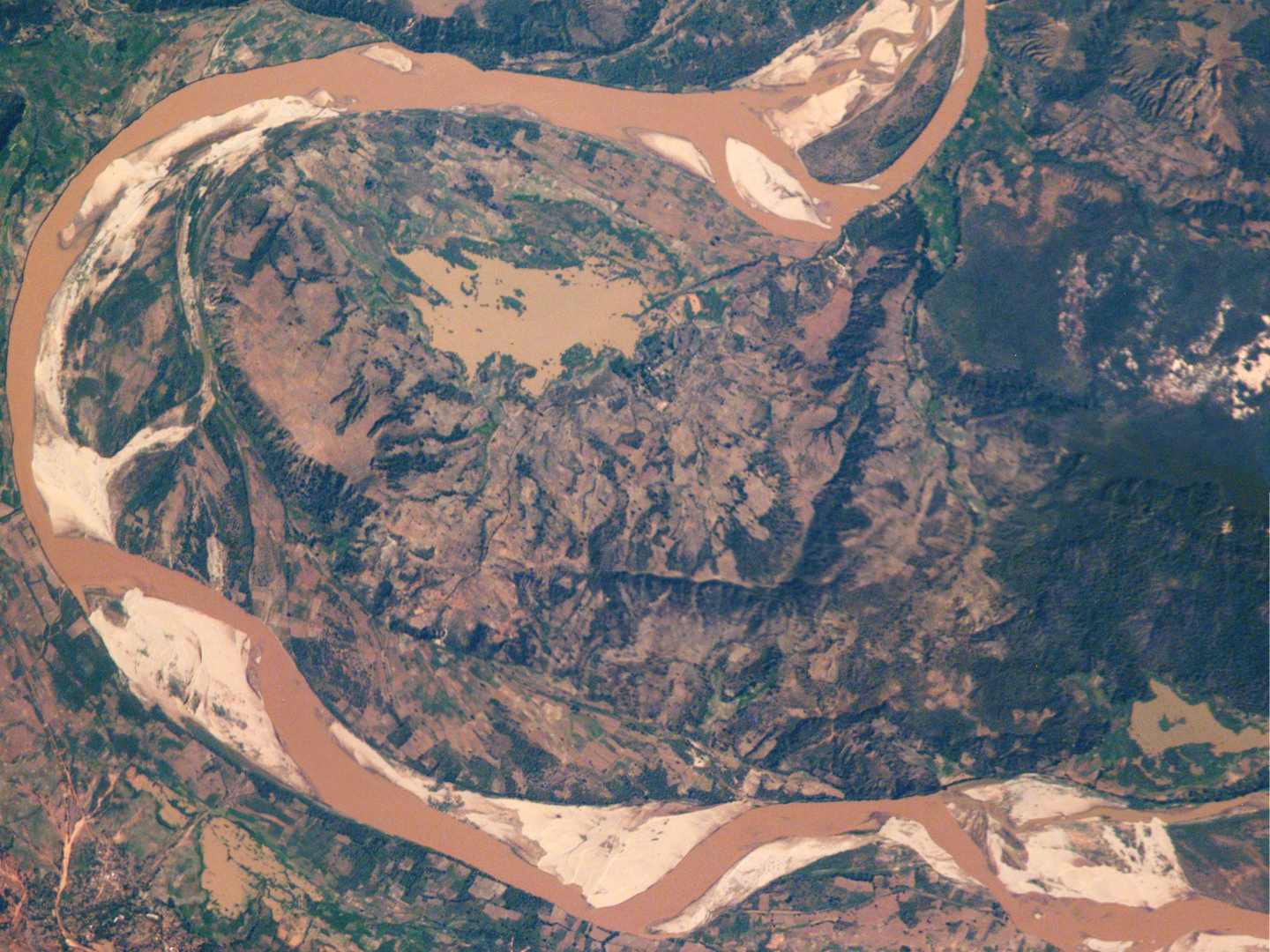
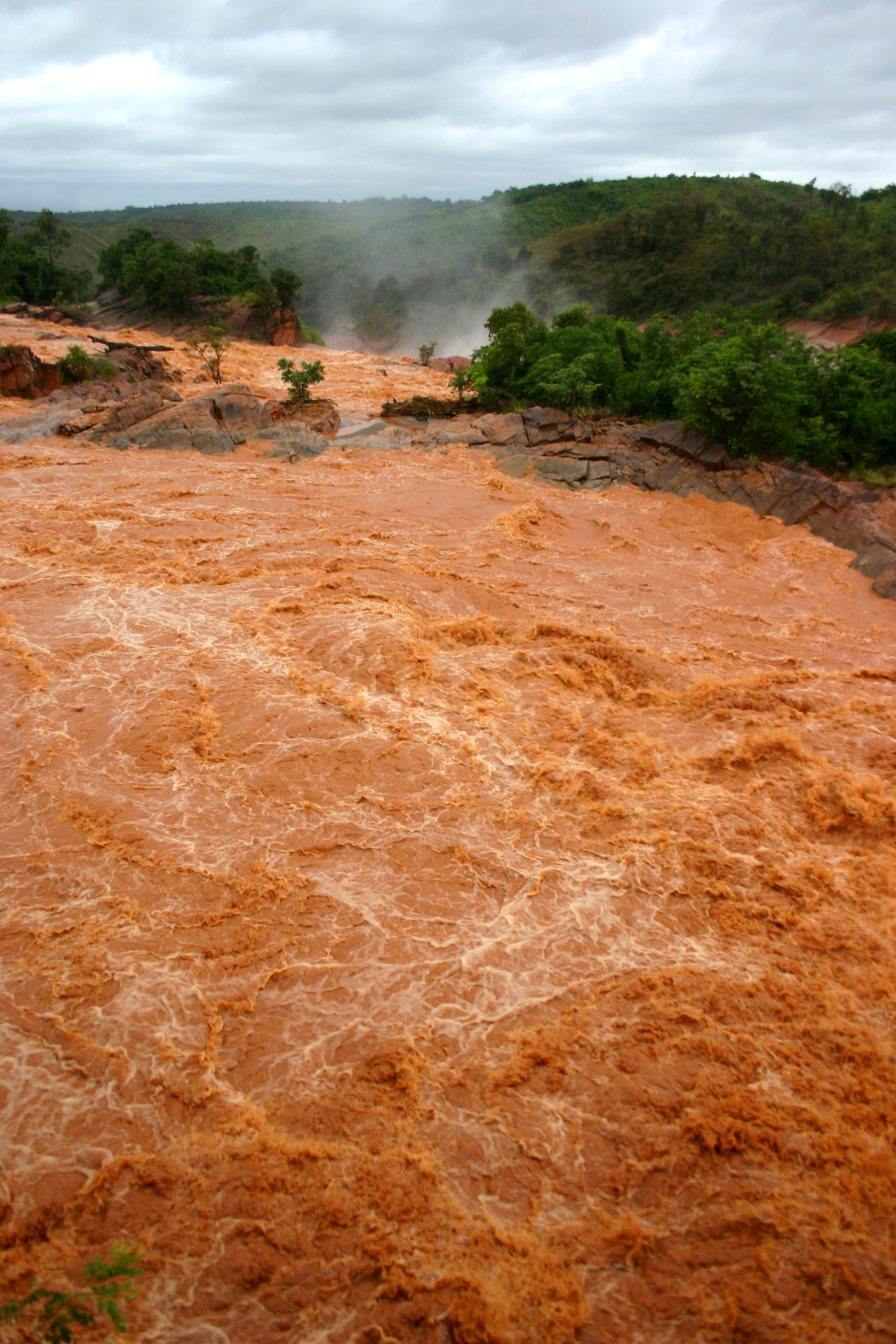